# Vår ungdoms hjältar
Vår ungdoms hjältar (eng. The Plainsman) är en amerikansk långfilm från 1936 i regi av Cecil B. DeMille. I huvudrollerna ses Gary Cooper, Jean Arthur, James Ellison och Charles Bickford.

## Handling
Efter slutet på amerikanska inbördeskriget beger sig Wild Bill Hickok (Gary Cooper). På sin färd träffar han på sin gamla vän Buffalo Bill (James Ellison). Cheyenneindianer har blivit utrustade med avancerade skjutvapen och nu måste Hickok och Buffalo Bill ta reda på vad som försiggår.

## Rollista
| Gary Cooper       | – Wild Bill Hickok            |
| Jean Arthur       | – Calamity Jane               |
| James Ellison     | – William "Buffalo Bill" Cody |
| Charles Bickford  | – John Lattimer               |
| Helen Burgess     | – Louisa Cody                 |
| Porter Hall       | – Jack McCall                 |
| Paul Harvey       | – Yellow Hand                 |
| Victor Varconi    | – Painted Horse               |
| John Miljan       | – Gen. George A. Custer       |
| Frank McGlynn Sr. | – Abraham Lincoln             |
| Granville Bates   | – Van Ellyn                   |
| Frank Albertson   | – Young trooper               |
| Purnell Pratt     | – Capt. Wood                  |
| Fred Kohler       | – Jake (teamster)             |